# Julia Trawna
Julia Trawna, po mężu Starzeńska (ur. 8 sierpnia 1823 w Warszawie, zm. 23 stycznia 1856 w Heidelbergu) – polska tancerka baletowa.

## Życiorys
Trawna naukę pobierała w Warszawskiej Szkole Baletowej. 18 września 1830 otrzymała dziecięcą rolę w balecie – Złota gałązka. 12 lipca 1836 tańczyła w przedstawieniu szkolnym swoją pierwszą główną partię – Rozyny z Opiekuna oszukanego. W 1838 została przyjęta do baletu Teatru Warszawskiego. Tańczyła solowe partie w Mimili – Mleczarce szwajcarskiej. 
Sławę przyniosła jej 20 września 1842 partia tytułowa w Herecie. 
Po ślubie, 27 lutego 1843 z Henrykiem Starzeńskim zrezygnowała z kariery. 